# 哈拉西米夫卡 (夏斯季耶區)
48°47′35″N 39°41′48″E / 48.79306°N 39.69667°E
哈拉西米夫卡（烏克蘭語：Гара́симівка）是位於烏克蘭東部的村莊，由盧甘斯克州夏斯季耶区的什羅基市鎮負責管轄。該村始建於1761年，面積5.15平方公里，海拔高度60米，2001年人口785，人口密度每平方公里152.4人。